# Brochocoleus aphaleratus
Brochocoleus aphaleratus is een keversoort uit de familie Ommatidae. De wetenschappelijke naam van de soort is voor het eerst geldig gepubliceerd in 1969 door Ponomarenko.